# Eurema blanda
Three-Spot Grass Yellow, Eurema blanda là một loài bướm thuộc họ Pieridae, có màu vàng và trắng, được tìm thấy ở India.

## Thức ăn
Caesalpinia mimosoides and Bauhinia purpurea.

## Gallery

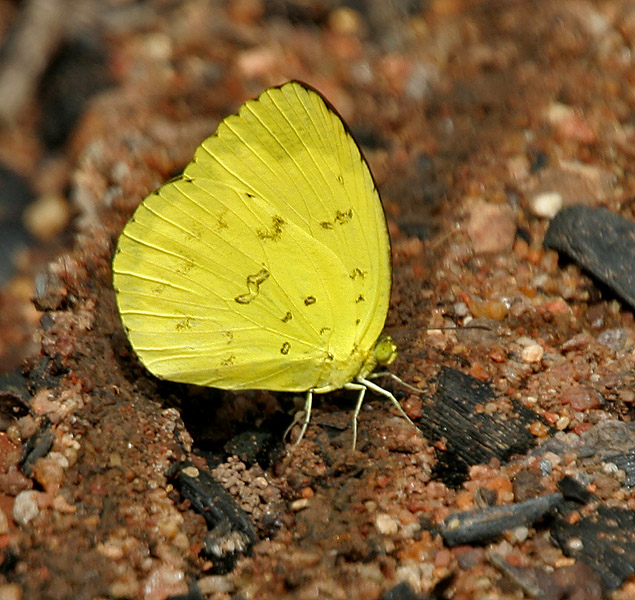
in Talakona forest, in Chittoor District of Andhra Pradesh, Ấn Độ.
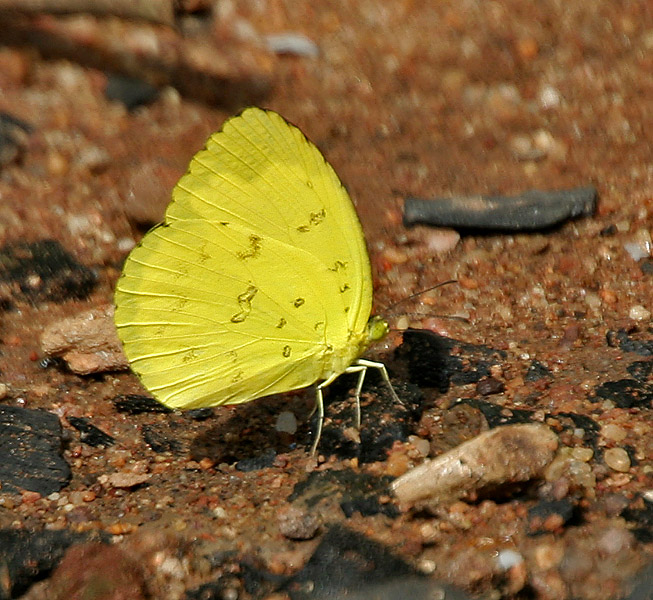
in Talakona forest, in Chittoor District of Andhra Pradesh, Ấn Độ.
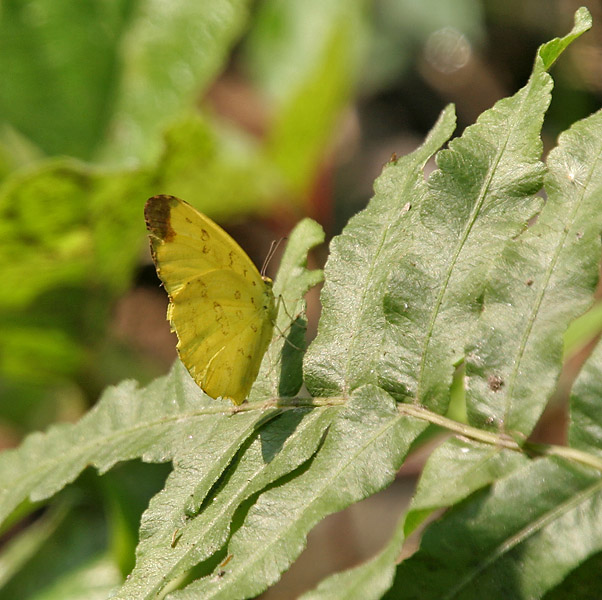
at Narendrapur near Kolkata, West Bengal, Ấn Độ.
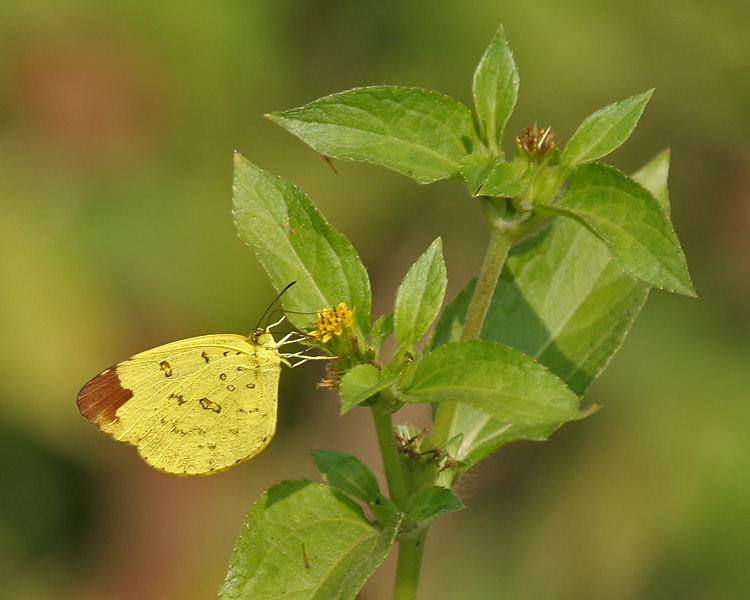
on a Synedrella nodiflora (Cinderella weed) in Kolkata, West Bengal, Ấn Độ.
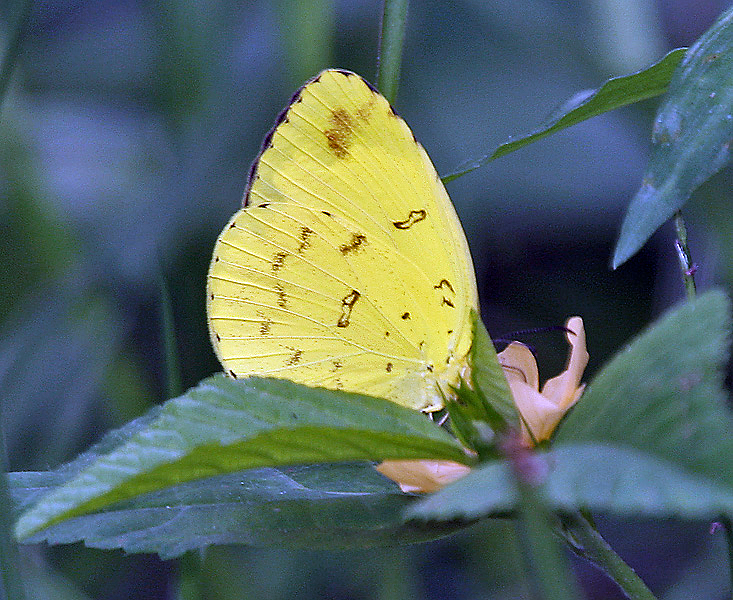
In Kolkata, West Bengal, Ấn Độ.
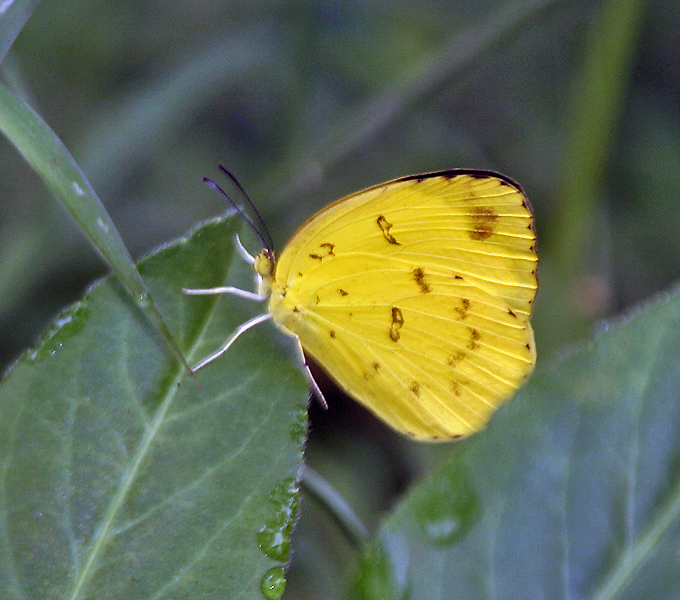
In Kolkata, West Bengal, Ấn Độ.

 Tư liệu liên quan tới Eurema blanda tại Wikimedia Commons